# البطل (فلم 1950)
البطل فيلم مصري من إنتاج عام 1950، بطولة تحية كاريوكا وإسماعيل ياسين وشادية، إخراج حلمي رفلة.

## فريق العمل
| - تحية كاريوكا:توحة الراقصة - إسماعيل ياسين:البطل - شادية:شربات - محمد كمال المصري (شرفنطح):حسونة أبو شربات - إلياس مؤدب | - زينات صدقي:لوزة ام شربات - جمالات زايد - عبد الغني النجدي - عبد المنعم إسماعيل - إدمون تويما: (الدكتور) | - أحمد درويش - محمد أبو السعود:زبون المحل - زكي الفيومي - لورا - منير الفنجري |

## روابط خارجية
- مقالات تستعمل روابط فنية بلا صلة مع ويكي بيانات